# Cork Celtic FC
El Cork Celtic F.C. va ser un antic club de futbol irlandès de la ciutat de Cork.

## Història
El club disputà la lliga irlandesa entre 1951 i 1959 amb el nom d'Evergreen United. Aquest darrer any canvià el seu nom pel de Cork Celtic Football Club i continuà a la lliga fins al 1979. Fou campió irlandès el 1974, participant la següent temporada a la Copa d'Europa on foren eliminats a la segona ronda. El 1979 desaparegué. Jugava a l'estadi de Turners Cross.

## Palmarès
- Lliga irlandesa de futbol: 1
  - 1973-74
- League of Ireland Shield: 1
  - 1960-61
- Dublín City Cup: 1
  - 1961-62
- Munster Senior Cups: 5
  - 1960, 1962, 1964, 1972, 1974
- Top Four Cup: 1
  - 1976

## Cork Celtic F.C. a Europa
| Temporada | Competició      | País                               | Equip          | Resultat   |
| --------- | --------------- | ---------------------------------- | -------------- | ---------- |
| 1964-65   | Recopa d'Europa | Bulgaria                           | Slavia Sofia   | 1-3 (agr.) |
| 1974-75   | Copa d'Europa   | Cyprus                             | Omonia Nicosia | abd.       |
| 1974-75   | Copa d'Europa   | Armenian Soviet Socialist Republic | Ararat Yerevan | 1-7 (agr.) |

## Jugadors destacats
- Alfie Hale
- Geoff Hurst
- Bobby Tambling
- George Best
- Billy McCullough
- Uwe Seeler

## Entrenadors destacats
- Bobby Tambling
- Alfie Hale

## Posicions finals a la lliga
| Temporada | Posició |
| --------- | ------- |
| 1978/79   | 16è     |
| 1977/78   | 14è     |
| 1976/77   | 9è      |
| 1975/76   | 8è      |
| 1974/75   | 7è      |
| 1973/74   | 1r      |
| 1972/73   | 12è     |
| 1971/72   | 8è      |
| 1970/71   | 5è      |
| 1969/70   | 9è      |
| 1968/69   | 11è     |
| 1967/68   | 3r      |
| 1966/67   | 11è     |
| 1965/66   | 11è     |
| 1964/65   | 8è      |
| 1963/64   | 4t      |
| 1962/63   | 4t      |
| 1961/62   | 2n      |
| 1960/61   | 4t      |
| 1959/60   | 2n      |